# Лондон
Вижте пояснителната страница за други значения на Лондон.
Ло̀ндон (на английски: London [ˈlʌndən]) е столицата на Обединеното кралство Великобритания и Северна Ирландия. Лондон се нарежда сред четирите най-важни световни града, наред с Ню Йорк, Париж и Токио.[източник? (Поискан днес)]
През Лондон тече река Темза, над която са построени множество мостове. Най-известният сред тях е мостът „Тауър“ (Tower Bridge), построен в края на XIX век до крепостта „Тауър“ (Tower of London, „Лондонската кула“), откъдето носи и името си. Други мостове над Темза в центъра на Лондон (от изток на запад) са „Лондон“ (London Bridge), „Садърк“ (Southwark Bridge), пешеходният Мост на хилядолетието (Millennium Bridge), открит през 2000 г., Блекфрайърс Бридж (Blackfriars Bridge), Уотърлу Бридж (Waterloo Bridge) и мостът „Уестминстър“ (Westminster Bridge). Край реката са разположени и по-модерните „Окото на Лондон“ (London Eye) – гигантско виенско колело със 137 метра височина, и покритата зала Милениъм Доум (Millenium Dome, Куполът на хилядолетието), построени в чест на настъпването на третото хилядолетие. През 2008 г. Милениъм Доум е превърната в развлекателен център The O2.
През 2021 г. градът има население от 9 002 488 души и е център на метрополен регион с население от 14 257 962 души. Така Лондон се нарежда на 3-то място по население в Европа, след Москва и Истанбул.
Лондонското метро датира от 1863 г. и е първият метрополитен в света. Сред най-дългите му линии са Central line (74 km), Piccadilly line (71 km), Metropolitan line (66 km) и District line (64 km). Най-новата и бърза линия на Лондонското метро е Jubilee line. Метрото има 272 станции, разполага с 11 линии и 402 km дължина. Кмет на Лондон от 2016 г., е Садик Хан, предшестван от Борис Джонсън, заемал поста от май 2008 г. Преди 2000 година градът няма кмет и кметска управа.
Сред най-големите забележителности в Лондон са зданието на Парламента с прочутата часовникова кула Биг Бен, Уестминстърското абатство, където се извършват коронациите, сватбите и погребенията на кралското семейство, Бъкингамският дворец – резиденцията на кралското семейство, Катедралата Сейнт Пол, площадите Трафалгар и Пикадили Съркъс. Сред забележителностите в Лондон са и музеят с восъчни фигури на Мадам Тюсо, Британският музей и Природоисторическият музей, включващ четири зони. Най-голямата търговска улица в Лондон е Оксфорд стрийт (Oxford Street). Лондон е известен с червените си двуетажни автобуси и червените телефонни кабини, грабващи окото на всеки току-що пристигнал турист.
През 2012 година Лондон е домакин на XXX летни олимпийски игри.

## История
Лондон е основан от римляните през 43 г., като военен лагер на име Лондиниум по време на римското завоевание на Британия, предвождано от император Клавдий. От 100 г. е столица на Римска Британия. Възможно е там преди това да е съществувало селище на местните келтски племена на бритите ицени или тринованти, но липсват категорични археологически доказателства за това, по-скоро келтското поселение е възникнало край лагера. Днес останки от римската крепост са оцелели при кулата Тауър.

### Англо-саксонски и викингски период
С упадъка на римската власт в началото на 5 век Лондон вече не е столица и крепостта Лондиниум на практика бива изоставена, макар римската цивилизация да продължава да присъства в района до около 450 г. След около 500 г. се развива англо-саксонксо селище на име Люнденвик, разположено малко на запад от бившото римско поселение. До към 680 г. градът вече е голямо пристанище, макар да има малко доказателства за едромащабно производство. От 820 г. постоянни викингски нападения довеждат до упадък на града. Нападенията от 851 и 886 г. са успешно, но това от 994 г. бива отблъснато.
Викингите основават Данелаг върху по-голямата част от източна и Северна Англия, като границите му се разпростират грубо от Лондон до Честър. Това е зона на политически и географски контрол, наложен от викингските набези, който формално е съгласуван с датския военачалник Гутрум и уесекския крал Алфред Велики през 886 г. Англо-саксонската хроника споменава, че Алфред основава повторно Лондон през 886 г. Археологическите находки сочат, че това е включвало изоставянето на Люнденвик и възобновяването на живота и търговията в рамките на старите римски стени. Лондон нараства бавно до около 950 г., след което дейността на града започва драстично да се увеличава.
Към 11 век Лондон със сигурност е най-големият град в Англия. Уестминстърското абатство, построено наново в романски стил от крал Едуард Изповедник, е една от най-големите църкви в Европа по това време. Уинчестър дотогава е столица на англо-саксонска Англия, но от този момент Лондон става основният форум за чуждестранните търговци и база за отбрана по време на война.

### Средновековие
След като печели Битката при Хейстингс, Уилям Завоевателя е коронован за крал на Англия в новопостроеното Уестминстърско абатство на Коледа през 1066 г. Уилям построява фортификационна крепост – Тауър в Лондон Сити (днес това е Лондонското Сити), за да сплашва местните жители. През 1097 г. Уилям II започва строежа на резиденция близо до абатство Уестминстър. Въпросната сграда става основа на бъдещия Уестминстърски дворец.
През 12 век размерът на институциите на централното управление, които към този момент придружават кралския английски двор, докато се движи из страната, се разраства и все повече има тенденция те да бъдат установени на едно място. Това е град Уестминстър (city of Westminster) (днес район Уестминстър), макар че кралският трезор е преместен от Уинчестър в Тауър в Лондон Сити. Въпреки че в административно отношение Уестминстър се утвърждава като истинска столица, Лондон Сити остава най-големият град в Англия и основен търговски център и съответно има собствена администрация. Към 1100 г. населението му е около 18 000 души, а към 1300 г. то е вече 100 000 души. В средата на 14 век градът е покосен от Черната смърт и губи почти една трета от населението си. През 1381 г. Лондон е във фокуса на Селското въстание в Англия.
Лондон е център на английското еврейско население преди изгонването им от Едуард I през 1290 г. Насилието срещу евреите се поражда през 1190 г., след като се повяват слухове, че кралят е наредил гонението им, след като се появили на коронацията му. През 1264 г. бунтовниците на Симон V дьо Монфор убиват 500 евреи, докато се опитват да завземат записи за дългове.

### След средновековието
Реформацията от периода на Тюдорите води до постепенно преминаване към протестантството и голяма част от собствеността в Лондон преминава от ръцете на църквата към частни лица, което ускорява търговията и бизнеса в града. През 1475 г. Ханзата установява основната си търговска база (контор) в Англия в Лондон и я нарича Сталхоф. Тя просъществува до 1853 г., когато е продадена. Вълнени дрехи се изнасят от Лондон през 14 – 15 век към Ниските земи, където се считат за жизнено необходими.
Все пак, досегът на английското мореплаване почти не стига отвъд моретата на Северозападна Европа. Търговският път до Италия и Средиземноморието е преминавал през Антверп и Алпите. Повечето кораби, преминаващи през Гибралтарския проток са били или италиански или дубровнишки. След повторното отваряне на Нидерландия към английски доставки през януари 1565 г. следва изблик на търговска дейност. Меркантилизмът расте и се основават монополни търговски компании като Източноиндийската компания, чиято търговия се разпростира до Новия свят. Лондон става основното пристанище на Северно море, като приема мигранти от Англия и чужбина. Населението расте от около 50 000 през 1530 г. до 225 000 през 1605 г.
През 16 век. Уилям Шекспир и съвременниците му живеят в Лондон във времена на враждебност срещу развитието Елизабетинския театър. Към края на тюдорския период през 1603 г. Лондон все още е доста компактен град. На 5 ноември 1605 г. по време на Барутния заговор се прави опит за убийство на Джеймс I в Уестминстър.
По време на Английската революция по-голямата част от лондончани подкрепят парламентарната кауза. След първоначалния напредък на роялистите през 1642 г., Лондон е обграден от отбранителна стена. Съоръжението е построено от 20 000 души и завършено за по-малко от два месеца. Укрепленията се провалят в единствената си цел, когато Армията по нов образец навлиза в Лондон през 1647 г.
Лондон е покосен от бубонната чума в началото на 17 век, която кулминира с Голямата чумна епидемия от 1665 – 1666 г., която убива около 100 000 души или около 1/5 от населението на града по това време.
Големият лондонски пожар избухва през 1666 г. и бързо се разпространява сред дървените постройки на града. Повторното застроява отнема над десет години и е проведено под надзора на Робърт Хук. През 1708 г. шедьовърът на Кристофър Рен, катедралата Свети Павел, е завършена. През следващите години градът значително се разраства и се утвърждава като международен финансов център. Лондон е сред първите 50 града в Европа, в които е въведено улично осветление – през 1684 г.
През 1762 г. Джордж III се снабдява с Бъкингамския дворец и той бива разширен в хода на следващите 75 години. през 18 век Лондон е измъчван от престъпност и през 1750 г. е основана професионална полицейска сила. Общо над 200 нарушения са наказуеми със смърт, включително дребна кражба. Повечето деца, раждани в града, умират преди да навършат три години.
Кафенетата стават популярно място за дискутиране на идеи, а повишаващата се грамотност и развиването на печатната преса правят новините достъпни за широката публика. През 1888 г. Лондон става сцена на серия убийства от човек, познат само под псевдонима Джак Изкормвача, който впоследствие става една от най-известните неразкрити мистерии на света.

### Съвремие
От 1831 до 1925 г. Лондон е най-големият град в света. Пренаселените му градски условия обаче водят до епидемии от холера, които водят до смъртта на 14 000 души през 1848 г. и 6000 през 1866 г. Нарастващите задръствания водят до създаването на първата градска железница в света. Лондон бива бомбардиран от Германия и през Първата световна война, и през Втората световна война, като Блицът и други бомбардировки от немските Луфтвафе убиват над 30 000 лондончани и разрушават големи жилищни райони из града. Веднага след войната летните олимпийски игри през 1948 г. се провеждат на Уембли Стейдиъм във времена, когато Лондон все още се възстановява от войната.
След 1940-те години Лондон става дом на голям брой имигранти, най-вече от страни от Общността на нациите като Ямайка, Индия, Бангладеш и Пакистан, които превръщат Лондон етнически в един от най-разнообразните градове по света. През 1952 г. Лондон потъва в мрака на Големия смог, след който са въведени закони, целящи ограничаването и елиминирането на смоговете в града, с които той е печално известен.
В годините след войната населението на предградията на Лондон постепенно намалява от около 8,6 милиона души през 1939 г. до 6,8 милиона през 1980-те години. През 1980-те е изградена бариера на река Темза, която да защитава Лондон от приливните вълни на Северно море.
След 1970-те години Лондон е честа мишена на терористичните атаки на ИРА в продължение на две десетилетия.
В чест на 21 век са построени Милениъм Доум, Лондонското око и Милениъм Бридж. През 2012 г. Лондон е домакин на летните олимпийски игри, което го прави първият град, ставал домакин на олимпийски игри три пъти. На 7 юли 2005 г. три влака от Лондонския метрополитен и двуетажен автобус са взривени като част от терористично нападение.
През януари 2015 г. населението на градския район на Лондон е около 8,63 милиона, което е най-високото равнище след 1939 г.

## География

### Топография
Лондон покрива 1578 км2, което го прави 37-а по големина агломерация в света. Разположен е на около 35 метра надморска височина в Лондонския басейн. Основна географска черта на лондонския градски пейзаж е плавателната река Темза, която преминава през града от северозапад на изток с няколко големи завоя и го разделя приблизително на 2 части (северна и южна), като историческият център и повечето забележителности се намират на северния бряг. Темза преди години е била много по-широка и по-дълбока река. При прилив е имала до 5 пъти по-голяма от сегашната си ширина.

### Климат
Лондон има типичен умерен океански климат с много валежи, влажно и топло лято и мека и влажна зима. Най-топлият месец е юли с температури от 13,6 °C до 22,8 °C. Най-високата температура е измерена на различни места в Лондон на 10 август 2006 година и била 38,1 °C. Най-студеният месец е януари със средна температура от 2,4 °C до 7,9 °C. Най-сухият месец е февруари. Снежната покривка е рядко явление в Лондон, но лек снеговалеж се среща по няколко пъти в годината. Зимите в Лондон са хладни, но температурите рядко падат до нула. Рекордно ниската е -10 °C. Лондон е сравнително сух град с редовни, но леки валежи през цялата година.
| Климатични данни за Лондон            | Климатични данни за Лондон | Климатични данни за Лондон | Климатични данни за Лондон | Климатични данни за Лондон | Климатични данни за Лондон | Климатични данни за Лондон | Климатични данни за Лондон | Климатични данни за Лондон | Климатични данни за Лондон | Климатични данни за Лондон | Климатични данни за Лондон | Климатични данни за Лондон | Климатични данни за Лондон |
| Месеци                                | яну.                       | фев.                       | март                       | апр.                       | май                        | юни                        | юли                        | авг.                       | сеп.                       | окт.                       | ное.                       | дек.                       | Годишно                    |
| Абсолютни максимални температури (°C) | 17,2                       | 19,8                       | 24,2                       | 29,4                       | 32,8                       | 35,6                       | 36,7                       | 38,1                       | 35,4                       | 29,9                       | 20,8                       | 17,4                       | 38,1                       |
| Средни максимални температури (°C)    | 8,1                        | 8,4                        | 11,3                       | 14,2                       | 17,9                       | 21,0                       | 23,5                       | 23,2                       | 19,9                       | 15,5                       | 11,1                       | 8,3                        | 15,2                       |
| Средни температури (°C)               | 5,2                        | 5,3                        | 7,6                        | 9,9                        | 13,3                       | 16,4                       | 18,7                       | 18,5                       | 15,7                       | 12,0                       | 8,0                        | 5,5                        | 11,3                       |
| Средни минимални температури (°C)     | 2,3                        | 2,1                        | 3,9                        | 5,5                        | 8,7                        | 11,7                       | 13,9                       | 13,7                       | 11,4                       | 8,4                        | 4,9                        | 2,7                        | 7,4                        |
| Абсолютни минимални температури (°C)  | −13,2                      | −9,6                       | −5,1                       | −2,6                       | −0,9                       | 1,5                        | 5,6                        | 5,9                        | 1,8                        | −3,3                       | −7                         | −11,8                      | −13,2                      |
| Средни месечни валежи (mm)            | 55,2                       | 40,9                       | 41,6                       | 43,7                       | 49,4                       | 45,1                       | 44,5                       | 49,5                       | 49,1                       | 68,5                       | 59,0                       | 55,2                       | 602                        |
| Средно количество слънчеви часове     | 61.5                       | 77.9                       | 114.6                      | 168.7                      | 198.5                      | 204.3                      | 212.0                      | 204.7                      | 149.3                      | 116.5                      | 72.6                       | 52.0                       | 1632                       |
| ------------------------------------- | -------------------------- | -------------------------- | -------------------------- | -------------------------- | -------------------------- | -------------------------- | -------------------------- | -------------------------- | -------------------------- | -------------------------- | -------------------------- | -------------------------- | -------------------------- |
|                                       |                            |                            |                            |                            |                            |                            |                            |                            |                            |                            |                            |                            |                            |

### Околна среда
Често наричан „Зеленият град“, в Лондон има много зелени площи. Най-големите паркове са разположените един до друг кралски паркове Кенсингтън Гардънс и Хайд парк, заедно с Грийн парк, които са в самия център на Лондон, както и Риджънтс парк (Паркът на Регентите), който е разположен на север от центъра. В близост до него е Бейкър стрийт – мястото, където е живял въображаемият герой Шерлок Холмс, а съвсем недалеч е и Музеят на восъчните фигури. Освен тях, на север е големият парк Хемпстед Хийт, а на запад по течението на Темза се намира Ричмънд парк. Те са не толкова официални места, почти запазили естествения си вид.

## Икономика
Лондон произвежда 20% от брутния вътрешен продукт на Великобритания или 446 милиарда щатски долара през 2005, а икономиката на метрополния регион произвежда 30% от британския БВП или 669 милиарда щатски долара през 2005. Лондон е един от основните финансови центрове в света и си поделя с Ню Йорк позицията на най-важно място за световните финанси. Лондонската фондова борса е най-голямата в Европейския съюз с обща пазарна капитализация от 2,88 трилиона евро през 2006 година. Към средата на 2007 във финансовите среди в Лондон работят 325 хиляди души, което превръща финансите в най-голямата индустрия в града, а финансовият износ играе съществена роля в платежния баланс на Великобритания.
Повечето от половината Топ 100 компании в страната и над 100 от Топ 500 компании в Европа са със седалища в Лондонското Сити. Общо 70 от най-големите британски компании и около 75% от всички компании в класацията Fortune 500 са разположени в рамките на Лондонската метрополия. В Лондон се намират повечето медийни компании, които представляват третият най-добре развит сектор в града. За британската национална телевизия и радио Би Би Си, най-големият радио- и телевизионен комплекс в света, работят над 23 хиляди души. Други медийни компании са разположени в близост до Сити. Централите на почти всички национални печатни медии са в Лондон.
Пристанището на Лондон е трето по големина в страната след Гримсби-Имингам и Тийс-Хартълпул и девето в Европейския съюз с 53,8 милиона тона преминали товари през 2005 г. Лондонското летище Хийтроу е най-голямото пътническо и третото по големина (след Франкфурт Рейн-Майн и Схипхол) товарно летище в Европейския съюз с преминали през него 67,7 милиона пътници и 1,39 милиона тона товари през 2005 г. Летището Гетуик е на шесто място в Европейския съюз по преминали пътници (32,7 милиона).
В туризма са заети почти 350 хиляди души (2003), а годишните приходи от туризъм възлизат на 15 милиарда британски лири. Лондон привлича годишно над 15 милиона чуждестранни туристи, което го прави един от най-посещаваните градове изобщо.

## Население
С развитието на индустриализацията населението на Лондон нараства съществено през XIX век и началото на XX век, а от края на XIX век чак до 1925, когато е изместен от Ню Йорк, Лондон остава най-населеният град в света. Най-голямото население на Лондон е към 1939 г., малко преди избухването на Втората световна война, когато на територията на града живеят 8 615 245 души. Към средата на 2007 в Голям Лондон живеят 7 556 900 души.
Агломерацията на Голям Лондон се простира отвъд границите на града и обхваща 8 278 251 души (2001), докато метрополният регион Лондон включва в себе си между 12 и 14 милиона души, в зависимост от това кои граници на метрополията се вземат предвид. По данни на Евростат Лондон е най-населеният град в Европейския съюз, вторият най-населен в Европа, след Москва, и третият най-населен в Европа, ако Истанбул бъде счетен за изцяло европейски град. В периода 1991 – 2001 в Лондон са пристигнали 726 000 имигранти.
Регионът покрива 1579 km2, а гъстотата на населението му е 4542 души/km2 – стойност десетократно по-висока отколкото в останалите региони в страната. Лондон е 25-ият по население град, а метрополният му регион е 18-ият в световен мащаб. Градът е на 4-то място по брой милионери, живеещи в него. Лондон също е и сред най-скъпите градове в света, редом с Москва и Токио.

### Етнически групи
По оценки от Националната статистическа служба, базирани на прогнози от 2007 г., 69% от населението на Лондон спада към бялата раса, като 57,7% са бели британци, 2,4% са бели ирландци и 8,9% са други представители на бялата раса. Общо 13,3% са с южноазиатски произход, като индийците сами по себе си са 6,6% от градското население, следвани от пакистанците (2,4%) и бангладешците (2,3%). Още 2% от населението се категоризира като други азиатци. Приблизително 10,6% от лондончани са чернокожи, като процентите се разпределят както следва: 5,5% афро-европейци, 4,3% афро-карибци и 0,8% други чернокожи. Около 3,5% от населението е от смесена раса. Китайците съставляват 1,5% от населението на Лондон, а към други етнически групи принадлежност са заявили други 2,0%. Към 2001 малцинствените групи в Голям Лондон съставляват 29% или 2 милиона души, съществено увеличение спрямо 1991, когато са наброявали 722 000.
Според преброяването от 2001 27,1% от населението на Голям Лондон е родено извън Великобритания. Родените извън пределите на Европа са 860 390 души, от тях най-много са родените в Южна Азия, които по данни от преброяването са 373 317 души, следвани от родените в Африка – 239 150 души. От родените в Европа най-много са тези в Ирландия – 157 285, следвани от родените в Кипър – 45 888, в Германия – 39 818, и в Турция – 39 128.

### Религия
| Религия в Лондон | Религия в Лондон | Религия в Лондон | Религия в Лондон | Религия в Лондон |
| ---------------- | ---------------- | ---------------- | ---------------- | ---------------- |
| Religion         |                  |                  | Percent          |                  |
| Християни        | Християни        |                  | 58.2%            | 58.2%            |
| Нерелигиозни     | Нерелигиозни     |                  | 15.8%            | 15.8%            |
| Без религия      | Без религия      |                  | 8.7%             | 8.7%             |
| Мюсюлмани        | Мюсюлмани        |                  | 8.5%             | 8.5%             |
| Хиндуисти        | Хиндуисти        |                  | 4.1%             | 4.1%             |
| Юдаисти          | Юдаисти          |                  | 2.1%             | 2.1%             |
| Сикхи            | Сикхи            |                  | 1.5%             | 1.5%             |
| Будисти          | Будисти          |                  | 0.8%             | 0.8%             |
| Други            | Други            |                  | 0.2%             | 0.2%             |

Около 58,2% от населението на Лондон се самоопределя като християни. Атеистите и агностиците представляват 15,8% от лондончани, следвани от мюсюлманите (8,5%), които са втората най-голяма религиозна група в града. Общо 8,7% от участвалите в преброяването от 2001 не са посочили религия или са отказали да отговорят на този въпрос.
Лондон по традиция е доминиран от християнската религия, а на територията му са разположени множество църкви. Административните центрове на Англиканската църква са Катедралата Сейнт Пол в Лондон Сити и Садъкската катедрала в район Садък. Архиепископът на Кентърбъри, принципният ръководител на Църквата на Англия и символичната глава на световната Англиканската съобщност, използва като основна резиденция в Ламбътския дворец в район Ламбът. Важните национални и кралски церемонии се извършват или в Сейнт Пол или в Уестминстърското абатство. Абатството не бива да се бърка с намиращата се наблизо Уестминстърска катедрала, която е най-голямата римокатолическа катедрала в Англия и Уелс.
Мнозинството мюсюлмани в Лондон живеят в районите Тауър Хамлетс и Нюхам. Най-важният мюсюлмански храм в града е Лондонската централна джамия, намираща се в непосредствена близост до Риджънтс парк. В Лондон се намира най-голямата джамия в Западна Европа Байтул Футух – в квартал Мордън, район Мъртън. Храмът принадлежи на мюсюлманската общност Ахмадия.
Мнозинството от индуисти в Лондон живеят в северозападните квартали на Хароу и Брент, като в Брент се намира и вторият най-голям индуистки храм извън Индия: БАПС Шри Шваминараян Мандир или просто Храм Нийсдън. Сикхите населяват предимно Източен и Западен Лондон, а в Саутхол, район Илинг, се намира най-големият сикхски храм извън Индия Сри Гуру Синг Саба.

## Фестивали
- Фестивал на река Темза – провежда се ежегодно под патронажа на кмета на Лондон. Провежда се в края на лятото и се радва на засилен интерес от британската общественост и гостите на Лондон. През 2009 г. е посетен от над 700 000 души. Има участници от България, Чехия, Полша, Унгария, Румъния, Литва, Латвия, Естония, Турция и Германия.
- Фестивал на европейското документално кино в Лондон – Провежда се от 2007 г. Фестивалът е третият съвместен проект на Асоциацията на националните културни институти на страните-членки на ЕС в Лондон. Миналогодишният фестивал беше посветен на 20-годишнината от падането на Берлинската стена и демократичните промени в Европа.
- Големият Британски фестивал на бирата в Лондон – провежда се всяка година през август в Лондон и е най-големият и най-известният бирен фестивал в Обединеното кралство. Организира от CAMRA. Тя е основана през 1977 г. През 2006 г. Фестивалът е посетен от над 66 000 души и са изпити над 350 000 пинта бира за 5-те дни на фестивала.
- Фестивал на архитектурата в Лондон – за първи път се провежда през 2004 г. Всички лондончани са поканени да се присъединят към общността на фестивала, да разработват проекти, да участва в дебати, да се разследва начина, по които Лондон може да се направи по-добро място за живеене. През 2010 г. се провежда от 19 юни до 4 юли.

## Управление

### Административно деление
Административна зона Голям Лондон включва 32 района (boroughs). Вътрешен Лондон обхваща 12 от тези район плюс Лондон Сити, а Външен Лондон е съставен от останалите 20 района.
Всеки район се администрира от собствен районен съвет, чийто членове се избират за срок от 4 години. Районите са основата на местната власт в Лондон и отговарят за регулирането на повечето местни служби и чрез тях за училищата, социалните услуги, събирането на отпадъци и поддръжката на пътната инфраструктура.
Съвременните лондонски райони са създадени чрез Лондонския акт за местно управление от 1963. На 1 април 1965 със създаването на Голям Лондон се поставя началото на съществуването на райони. Първите избори за местна администрация са проведени през 1964, но новоизбраните районни съвети изчакват една година преди да получат контрол над съответните им райони. Между 1965 и 1986 районите са част от двустепенна система на управление, в която е включен Съвета на Голям Лондон. На 1 април 1986 Съвета за Голям Лондон е разпуснат, а районните съвети получават по-голяма административна независимост. През 2000 е създадена Управата на Голям Лондон, която има далеч по-ограничени правомощия от някогашния СГЛ. Административните правомощия на лондонските райони са сходни с тези на отделните английски унитарни единици.
Лондон Сити се управлява от собствен административен орган – Лондонската градска корпорация, която е значително по-стара от районите.

### Квартали на Лондон
Някои от кварталите на Лондон по азбучен ред (districts of London) са:
- Актън (Acton), район Илинг (London Borough of Ealing)
- Балъм (Balham), район Уондсуърт (London Borough of Wandsworth)
- Барнет
- Блумсбъри (Bloomsbury), район Камдън (London Borough of Camden)
- Брент
- Бромли
- Виктория
- Воксхол (Vauxhall), район Ламбът (London Borough of Lambeth)
- Гринуич (Greenwich), район Гринуич (London Borough of Greenwich)
- Илинг
- Ислингтън

- Камдън
- Кенсингтън и Челси
- Кетфорд
- Клапъм
- Кройдън (Croydon), район Кройдън (London Borough of Croydon)
- Кю
- Лейдиуел
- Люишам
- Мейфеър (Mayfair), район Уестминстър (City of Westminster)
- Нотинг Хил (Notting Hill), район Кенсингтън и Челси (Royal Borough of Kensington and Chelsea)
- Нюъм – образуван след обединението на Уест Хам и Ист Хам
- Падингтън
- Пекам
- Пимлико
- Пътни
- Ричмънд
- Сохо (Soho), район Уестминстър
- Стамфърд Хил (Stamford Hill), район Хакни (London Borough of Hackney)
- Страдфорд
- Тауър Хамлетс
- Уембли (Wembley), район Брент (London Borough of Brent)
- Уестминстър (Westminster), район Уестминстър
- Уимбълдън
- Улич Арсенал
- Уонстед
- Хамърсмит и Фулъм
- Чарлтън
- Чизик (Chiswick), район Хаунслоу (London Borough of Hounslow)
- Чингфорд

## Спорт
Лондон е бил домакин на Летните олимпийски игри два пъти, през 1908 и 1948. През юли 2005 г. Лондон е избран да бъде домакин на XXX Лятна олимпиада през 2012 г., както и на XIV Лятна параолимпиада, превръщайки се по този начин в единствения град, в който са се провеждали три издания на Летните игри.
Най-популярният спорт в Лондон е футболът, в град има 13 професионални футболни клуба.
| Клуб                 | Стадион              | Капацитет            | Основан              |
| Английска висша лига | Английска висша лига | Английска висша лига | Английска висша лига |
| -------------------- | -------------------- | -------------------- | -------------------- |
| Арсенал              | Емирейтс Стейдиъм    | 60 355               | 1886                 |
| Челси                | Стамфорд Бридж       | 42 055               | 1905                 |
| Фулъм                | Крейвън Котидж       | 25 700               | 1879                 |
| Тотнъм Хотспър       | Уайт Харт Лейн       | 36 310               | 1882                 |
| Куинс Парк Рейнджърс | Лофтус Роуд          | 35 303               | 1895                 |
| Чемпиъншип           |                      |                      |                      |
| Кристъл Палас        | Селхърст Парк        | 18 200               | 1882                 |
| Милуол               | Дъ Ден               | 20 146               | 1885                 |
| Уест Хам Юнайтед     | Ъптън Парк           | 26 309               | 1905                 |

Особено популярните в Англия спортове крикет и ръгби са добре представени и в Лондон. Отборът на Мидълсекс Каунти Крикет Клъб играе на Лордс Крикет Граунд, най-известното крикет игрище в света, а Съри Каунти Крикет Клъб играе на Дъ Оувъл (на английски: The Oval), друг популярен сред крикет феновете терен. На Лордс Крикет Граунд се намира най-старият в света музей на спорта. В Английския шампионат по ръгби играят лондонските отбори Лондън Айриш, Сарасинс, Уоспс и Харлекинс. На стадион Туикънхам се провеждат ръгби срещи на национално и международно равнище.
В квартал Уимбълдън от 1877 насам се провежда тенис турнирът Уимбълдън, който е и най-старият тенис турнир изобщо. Той е един от четирите турнира по тенис от Големия шлем и е единственият от тях, който се играе на трева. Шампионатът включва няколко отделни турнира, провеждани по едно и също време: сингъл мъже и жени, двойки мъже, жени и смесени, юноши – сингъл и двойки, девойки – сингъл и двойки, както и турнири за ветерани и за тенисисти в инвалидни колички.
От 1981 насам всяка година в британската столица се провежда известният Лондонски маратон, който е с благотворителен характер.
В Лондон ежегодно се провежда гребната регата между Оксфордския и Кеймбриджкия университети, която е най-старото състезание по академично гребане в света – проведена за първи път през 1829 г.

## Побратимени градове
В света има 46 населени места на 6 континента, които носят името Лондон. Управата на Голям Лондон има подписани споразумения за партньорство с:
| - Арекипа - Берлин - Делхи - Богота | - Йоханесбург - Куала Лумпур - Кувейт - Москва | - Ню Йорк - Осло - Шанхай - Техеран |

Лондон има установени приятелски споразумения с:
| - Алжир - Баку - Пекин - Букурещ - Буенос Айрес | - Делхи - Дака - Истанбул - Лос Анджелис - Мумбай | - Париж - Подгорица - Рим - София - Токио - Загреб |